# Sampungu
Sampungu is een bestuurslaag in het regentschap Bima van de provincie West-Nusa Tenggara, Indonesië. Sampungu telt 2953 inwoners (volkstelling 2010).